# Augustus Müller
Pour les articles homonymes, voir Müller.
Augustus Müller, né le 13 mars 1841 en province de Westphalie (royaume de Prusse) et décédé le 1er novembre 1910 à Mangalore (Inde), est un prêtre jésuite prussien, missionnaire en Inde. Engagé dans un apostolat de soins médicaux aux pauvres il popularise l'homéopathie en Inde du Sud.

## Biographie

### Formation religieuse
Né en Westphalie le 13 mars 1841 Augustus Müller est le petit-fils d’Augustin Müller, qui enseigna Samuel Hahnemann, le fondateur de l’homéopathie. En 1861 il se rend à New York où il entre au noviciat des Jésuites (24 septembre 1861). Après les deux ans de noviciat il passe six ans au collège Saint-Jean de Fordham et un an à Sainte-Marie (Montréal). Il fait sa théologie au théologat Woodstock college de New York où il est ordonné prêtre.
Après cinq ans sa santé donne de graves signes d'inquiétude. Ne trouvant pas les causes du mal les médecins l'invitent à changer d'air et lui recommandent de faire un séjour en France. Après six mois, la médecine usuelle ne donnant aucun résultat, un ami lui suggère l'homéopathie. Le docteur Espanet de Paris le prend en charge : avant six mois Müller est guéri. Cela suscite en lui un grand intérêt pour l'homéopathie et, avec l'aide du Dr Espanet, il se met à l'étudier. Il passe quelque temps également auprès du docteur Joseph Bechet, à Avignon. À la même époque grandit en lui le souhait de partir en « pays de mission » où ses connaissances dans ce nouvel art médical pourraient être utiles.

### Homéopathe en Inde
En Inde, son premier poste est celui de vicaire à Calicut, au Kerala, mais bientôt il est envoyé à Karkal, au Sud-Kanara. C'est là qu'il se met à l'étude du konkani, la langue locale, qui sera sa langue de travail. Il est nommé au collège de Mangalore. Moins enseignant que guide spirituel, Müller a d'excellents contacts avec les étudiants.
Avec les quelques médicaments homéopathiques apportés de Paris Müller commence à soigner des étudiants. Cela se fait de manière informelle, en plein air, sous un « Banyan », dans le domaine du collège. Il acquiert rapidement une réputation de compétence et le nombre de ses patients augmente, surtout des pauvres qui viennent de l’extérieur. Avec l’aide d’amis il achète un terrain à Kankanadi (en) (Mangalore) où il ouvre un dispensaire homéopathique pour les pauvres (1870).
Bientôt il commence à soigner des lépreux et ouvre le St Joseph Leprosy Hospital en 1883. Un refuge, le St Joseph’s Leper Asylum, passe sous sa direction en 1890. Un terrain supplémentaire est acquis (1892) et de nouveaux bâtiments sont construits. En 1908 les lépreux sont au nombre de 47.
Ensuite c’est un large « hôpital général », toujours à Kankanady (1891). Tous les malades sont accueillis au dispensaire, quel que soit leur statut social (caste) ou situation financière.
En 1902 la peste bubonique fait son apparition à Mangalore. A la demande des autorités - et en un temps record – il met en chantier et construit un centre de traitement. Les cinq premières années 118 patients y sont traités. En novembre 1907 une violente épidémie de choléra se déclare. Müller immédiatement ouvre un camp de traitement dans l’hôpital pour pestiférés. 150 cas sont traités dont 115 survivent à la dangereuse maladie.
Le père Augustus Müller meurt à Mangalore (Inde), de complications dues à l’asthme, le 1er novembre 1910. Il avait 69 ans.

## Reconnaissance publique
- Les autorités civiles du British Raj ont reconnu son œuvre et son éminente contribution au bien-être social. En 1907, Sir Arthur Lawley, gouverneur de Madras, lui décerne la médaille Kaisar-I-Hind.
- Une rue de Mangalore porte son nom : Father Muller Road.
- L’ensemble des institutions hospitalières dont il est à l’origine furent rassemblées en un groupe qui porte son nom : les Father Müller Charitable Institutions [FMCI].
- Lors des cérémonies commémoratives du centenaire de sa mort (le 1er novembre 2010), un Father Müller museum fut inauguré, et un chantier fut ouvert pour de nouveaux bâtiments du Father Müller College of nursing.